# الحافات (ميات)
الحافات هي إحدى مشيخات المملكة المغربية، تتبع جغرافيا لإقليم قلعة السراغنة وإداريًا لميات. يقدر عدد سكانها بـ 8268 نسمة حسب الإحصاء الرسمي للسكان والسكنى لسنة 2004.